# Tapping the Vein
Tapping the Vein je páté studiové album německé thrashmetalové skupiny Sodom. Bylo vydáno 1. srpna 1992 prostřednictvím Steamhammer/SPV. Album bylo nahráno s producentem Harrisem Johnsem v Dierks Studios v německém Kolíně nad Rýnem. Na albu hraje nový kytarista Andy Brings a je posledním albem, na kterém hraje na bicí původní bubeník Chris Witchhunter.
Album představuje návrat k tvrdému a rychlému hudebnímu směru a vyznačuje se výraznými deathmetalovými prvky.
Tapping the Vein získalo pozitivní recenze kritiků, kteří si všimli snahy kapely o modernizaci zvuku. Album se umístilo na 56. místě německé oficiální hitparády Top 100 a v roce 1992 bylo propagováno na turné po Evropě a Japonsku.

## Seznam skladeb
Všechny skladby napsal(i) Chris Witchhunter, Andy Brings a Tom Angelripper, není-li uvedeno jinak.. 
| Pořadí         | Název                  | Délka |
| -------------- | ---------------------- | ----- |
| 1.             | Body Parts             | 3:02  |
| 2.             | Skinned Alive          | 2:27  |
| 3.             | One Step Over the Line | 5:07  |
| 4.             | Deadline               | 3:52  |
| 5.             | Bullet in the Head     | 3:01  |
| 6.             | The Crippler           | 4:10  |
| 7.             | Wachturm               | 3:47  |
| 8.             | Tapping the Vein       | 5:11  |
| 9.             | Back to War            | 3:14  |
| 10.            | Hunting Season         | 4:28  |
| 11.            | Reincarnation          | 7:49  |
| Celková délka: | Celková délka:         | 46:11 |

## Sestava
Sodom
- Tom Angelripper – baskytara, zpěv
- Andy Brings – Kytara
- Chris Witchhunter – bicí

Produkce
- Dieter Braun – obal
- Jürgen Huber – obal
- Harris Johns – produkce, mix